# Луций Аттидий Корнелиан
Лу́ций Атти́дий Корнелиа́н (лат. Lucius Aelius Attidius Cornelianus; умер, предположительно, в 198 году) — древнеримский политический и военный деятель из неименитого плебейского рода Аттидиев, консул-суффект 151 года.

## Биография
Возможно, Корнелиан происходил из Италии. Скорее всего, он был родственником члена жреческой коллегии, носившего такое же имя. 
В 151 году Корнелиан занимал должность консула-суффекта совместно с Марком Коминием Секундом. В 156—162 годах он находился на посту легата-пропретора Сирии. На время его наместничества пришлось начало римско-парфянской войны 161—166 годов. Когда парфянское войско вторглось в Сирию, Корнелиан напал на него, но потерпел поражение. Разгром римлян был связан с низким моральным духом солдат, нехваткой дисциплины и плохой военной подготовкой. После этого Корнелиан принял меры по укреплению крепостей в провинции.

## Примечание
1. 1 2  Дибвойз Н. Политическая история Парфии / Пер. с англ., науч. ред. и библиографич. приложение В. П. Никонорова. — СПб.: Филологический факультет СПбГУ, 2008. — 816 с., ил. — Глaвa XI: Падение Парфянской империи.